# Matrimonio igualitario en Veracruz
El matrimonio entre personas del mismo sexo es legal en el estado mexicano de Veracruz desde el 13 de junio de 2022. El 30 de mayo de 2022, la Corte Suprema de Justicia de México dictaminó que la prohibición del matrimonio entre personas del mismo sexo del estado violaba los artículos 1 y 4 de la Constitución de México. El Congreso del Estado de Veracruz aprobó un proyecto de ley para legalizar el matrimonio entre personas del mismo sexo tres días después, el 2 de junio de 2022. Se publicó en el Periódico Oficial del Estado el 13 de junio y entró en vigencia el mismo día.
Veracruz también ha reconocido el concubinato de género neutral, otorgando a las parejas del mismo sexo que cohabitan todos los derechos y obligaciones del matrimonio, incluida la adopción, desde el 11 de junio de 2020.

## Historia legal

### Antecedentes
La Corte Suprema de Justicia de México dictaminó el 12 de junio de 2015 que las prohibiciones estatales sobre el matrimonio entre personas del mismo sexo son inconstitucionales en todo el país. El fallo de la corte se considera una "tesis jurisprudencial" y no invalidó las leyes estatales, lo que significa que las parejas del mismo sexo a las que se niega el derecho a casarse aún tendrían que buscar amparos individuales en la corte. El fallo estandarizó los procedimientos para que los jueces y tribunales de todo México aprueben todas las solicitudes de matrimonios entre personas del mismo sexo e hizo obligatoria la aprobación. Específicamente, el tribunal dictaminó que la prohibición del matrimonio entre personas del mismo sexo viola los artículos 1 y 4 de la Constitución Política de los Estados Unidos Mexicanos. El artículo 1 de la Constitución establece que "queda prohibida toda discriminación motivada por origen étnico o nacional, el género, la edad, las discapacidades, la condición social, las condiciones de salud, la religión, las opiniones, las preferencias sexuales, el estado civil o cualquier otra que atente contra la dignidad humana y tenga por objeto anular o menoscabar los derechos y libertades de las personas.", y el artículo 4 se refiere a la igualdad matrimonial, afirmando que "la mujer y el hombre son iguales ante la ley. Ésta protegerá la organización y el desarrollo de la familia". La Constitución del Estado de Veracruz no prohíbe expresamente los matrimonios entre personas del mismo sexo; el artículo 6 de dicho texto establece que "el Estado promoverá las condiciones necesarias para el pleno goce de la libertad, la igualdad, la seguridad y la no discriminación de las personas".
En febrero de 2014, la pareja compuesta por Javier Darío Olivares García y Víctor Manuel Durán Sáenz solicitaron una licencia de matrimonio en la oficina del registro civil en Veracruz. La pareja fue rechazada y posteriormente presentó un recurso de amparo en la corte, que fue concedido por un juez federal el 22 de julio de 2014. A pesar de la aprobación, el registrador se negó a programar una ceremonia para la pareja. Luego de presentar su amparo ante el registrador en Boca del Río, el matrimonio fue programado para el 6 de diciembre de 2014. Su boda fue el primer matrimonio entre personas del mismo sexo en el estado de Veracruz. El 29 de enero de 2015, un grupo LGBT local, Comunidad Jarochos, anunció que una pareja de lesbianas había ganado un amparo y se casarían el 4 de abril de 2015. El grupo también anunció que había 8 amparos pendientes en el estado. Cuatro parejas más presentaron amparos ante los tribunales el 16 de mayo de 2016. El 26 de mayo de 2016 se concedió el derecho a contraer matrimonio a tres parejas (dos parejas de lesbianas y una pareja de hombres).
El 20 de julio de 2017 se interpuso una demanda contra el artículo 75 del Código Civil, que definía el matrimonio como la "unión de un hombre y una mujer", ante el Juzgado Cuarto de Distrito. El 7 de noviembre de 2017, el juez José Arquímedes Gregorio Loranca Luna declaró inconstitucional la prohibición estatal del matrimonio entre personas del mismo sexo. Guillermo Izacur Maldonado, presidente de Comunidad Jarochos, argumentó que el fallo era un "requerimiento general" que cubre a todas las parejas del mismo sexo en el estado y que, por lo tanto, el matrimonio entre personas del mismo sexo debería ser legal en el estado como resultado de esta decisión judicial. Sin embargo, los funcionarios estatales anunciaron que continuarían haciendo cumplir la prohibición del matrimonio entre personas del mismo sexo a pesar del fallo judicial.
Para agosto de 2017, se habían realizado 18 matrimonios entre personas del mismo sexo en Veracruz. A principios de 2019 la cifra había aumentado a 69 uniones, y a 150 matrimonios para julio de 2020. Todas estas parejas se casaron utilizando el recurso de amparo.

### Acción legislativa
La legislación sobre uniones civiles se propuso por primera vez en Veracruz en 2014. En marzo de 2014, el diputado Cuauhtémoc Pola Estrada del partido Movimiento Ciudadano presentó un proyecto de ley de asociación al Congreso del Estado de Veracruz. El proyecto de ley fue rechazado por los partidos gobernantes y vio poca acción legislativa. En julio de 2014, Pola Estrada presentó una propuesta para modificar el artículo 75 del Código Civil para legalizar el matrimonio entre personas del mismo sexo. En septiembre de 2014, confirmó que el proyecto de ley aún estaba pendiente de revisión por parte de los comités legislativos. En abril de 2015, citando su decepción por el estancamiento de los proyectos de ley, el presidente de la Comisión Estatal de Derechos Humanos anunció su intención de proponer un nuevo proyecto de ley sobre el matrimonio entre personas del mismo sexo. En julio de 2016, la diputada Mónica Robles Barajas del Partido Verde Ecologista de México presentó otra medida para legalizar el matrimonio entre personas del mismo sexo. Estos proyectos de ley tuvieron muy pocos avances legislativos debido a la oposición del gobernante Partido Acción Nacional (PAN).
En julio de 2018, como una de sus últimas acciones antes de dejar el cargo, el PAN presentó una propuesta al Congreso para prohibir explícitamente el matrimonio entre personas del mismo sexo en la Constitución del Estado. No logró pasar, con 32 diputados a favor, 10 en contra y 2 ausencias. Como se necesitaban 33 votos para enmendar la Constitución, la medida fracasó por un voto. Las elecciones de julio de 2018 dieron como resultado que el Movimiento de Regeneración Nacional (Morena) obtuviera la mayoría de los escaños legislativos en el Congreso y la gobernación. La plataforma del partido Morena incluye el apoyo a los derechos LGBT y el matrimonio entre personas del mismo sexo.

#### Ley de convivencia (2020)
El 28 de mayo de 2020, el Congreso del Estado de Veracruz aprobó un proyecto de ley de convivencia por 35 a 12 votos:
| Partido político                     | Miembros | Sí | No | Abstención | Ausentes |
| ------------------------------------ | -------- | -- | -- | ---------- | -------- |
| Movimiento Regeneración Nacional     | 31       | 26 | 1  | 1          | 1        |
| Partido Acción Nacional              | 13       | 2  | 11 |            |          |
| Partido Revolucionario Institucional | 3        | 3  |    |            |          |
| Movimiento Ciudadano                 | 2        | 2  |    |            |          |
| Partido de la Revolución Democrática | 1        | 1  |    |            |          |
| Partido Verde Ecologista de México   | 1        | 1  |    |            |          |
| Partido Encuentro Social             | 1        |    |    | 1          |          |
| Total                                | 50       | 35 | 12 | 2          | 1        |

La ley otorga a las parejas que cohabitan, del mismo o diferente sexo, los mismos derechos, beneficios y obligaciones que las parejas casadas. La ley fue publicada en el Periódico Oficial del Estado el 10 de junio, luego de la firma del gobernador Cuitláhuac García Jiménez, y entró en vigencia al día siguiente. La legislación define la convivencia de la siguiente manera:

El concubinato es la unión de hecho entre dos personas, sin que exista un contrato entre ellos, ambos se encuentren libres de matrimonio y que deciden compartir la vida para apoyarse mutuamente.

#### Ley de matrimonio entre personas del mismo sexo (2022)
Tres días después de que la Corte Suprema de Justicia de México anulara la prohibición del matrimonio entre personas del mismo sexo en el estado en una acción de inconstitucionalidad el 30 de mayo de 2022, el Congreso de Veracruz aprobó una ley que modifica la ley estatal para definir el matrimonio como la unión de "dos personas". El proyecto de ley había sido presentado dos meses antes, el 5 de abril, por los diputados Gonzalo Durán Chincoya y Ramón Díaz Ávila. La ley fue aprobada por 36 votos contra 4:
| Partido político                     | Miembros | Sí | No | Abstención | Ausentes |
| ------------------------------------ | -------- | -- | -- | ---------- | -------- |
| Movimiento Regeneración Nacional     | 31       | 23 |    |            | 8        |
| Partido Acción Nacional              | 9        | 5  | 4  |            |          |
| Partido Revolucionario Institucional | 3        | 2  |    |            | 1        |
| Movimiento Ciudadano                 | 2        | 2  |    |            |          |
| Partido del Trabajo                  | 2        | 2  |    |            |          |
| Partido Verde Ecologista de México   | 2        | 2  |    |            |          |
| Fuerza por México                    | 1        |    |    |            | 1        |
| Total                                | 50       | 36 | 4  | 0          | 10       |

Fue publicada en el Periódico Oficial del Estado el 13 de junio, luego de la firma del gobernador Cuitláhuac García Jiménez, y entró en vigencia ese mismo día. La primera pareja del mismo sexo en casarse en Veracruz bajo la nueva ley fueron Wendy Arlette Segovia Aguilar y Lucía Marisol González Cruz en San Andrés Tuxtla el 15 de junio de 2022. Se reformó el artículo 75 del Código Civil de Veracruz para quedar como sigue:

El matrimonio es la unión de dos personas a través de un contrato civil que, en ejercicio de su voluntad, deciden compartir un proyecto de vida conjunto, a partir de una relación afectiva con ánimo de permanencia, cooperación y apoyo mutuo y sin impedimento legal alguno.

### Acción de inconstitucionalidad (2020-2022)
El 28 de mayo de 2020, el Congreso del Estado de Veracruz modificó la ley de familia estatal para reconocer la cohabitación entre personas del mismo sexo, pero al mismo tiempo no derogó la prohibición del matrimonio entre personas del mismo sexo del estado. Poco tiempo después de la publicación de la ley en el Periódico Oficial del Estado el 10 de junio, la Comisión Nacional de los Derechos Humanos interpuso una acción de inconstitucionalidad (expediente 144/2020) contra el estado de Veracruz, impugnando la constitucionalidad de la nueva ley de convivencia y varias artículos del Código Civil que prohibían el matrimonio entre personas del mismo sexo. Esta demanda buscaba legalizar completamente el matrimonio entre personas del mismo sexo en el estado, de manera similar a lo que sucedió en muchos otros estados, incluidos Jalisco (2016), Chiapas (2017), Puebla (2017), Aguascalientes (2019) y Nuevo León (2019).
El 30 de mayo de 2022, la Corte Suprema dictaminó por 10 votos contra 0 que el artículo 75 del Código Civil, que prohibía el matrimonio entre personas del mismo sexo, era nulo e inconstitucional. La decisión entraría oficialmente en vigor tras su publicación en el Diario Oficial de la Federación, pero los funcionarios estatales del registro civil tenían la posibilidad de implementar la decisión de inmediato. El Congreso aprobó un proyecto de ley de matrimonio entre personas del mismo sexo solo tres días después, legalizando el matrimonio entre personas del mismo sexo en Veracruz. La sentencia judicial se publicó en el Periódico Oficial el 20 de octubre de 2022.

## Opinión pública
Según una encuesta de 2018 del Instituto Nacional de Estadística y Geografía, el 54% del público de Veracruz se oponía en aquel momento al matrimonio entre personas del mismo sexo, siendo el cuarto estado mexicano con el mayor porcentaje en contra de dichas uniones.